# کوپال‌ها
کوپال‌ها (نام علمی: Paranomus) نام یک سرده از تیره شکرپارگان است.